# Sonic the Hedgehog: Triple Trouble
Sonic the Hedgehog: Triple Trouble, più semplicemente Sonic Triple Trouble e pubblicato in Giappone come Sonic & Tails 2 (ソニック&テイルス2?, Sonikku to Teirusu Tsū), è un videogioco a piattaforme del 1994 sviluppato da Aspect e pubblicato da Sega per Game Gear. È il sequel di Sonic Chaos (1993) e presenta il classico gameplay a scorrimento laterale di Sonic. Il giocatore controlla Sonic the Hedgehog o Miles "Tails" Prower mentre si avventurano per proteggere i potenti Smeraldi del Caos dal Dottor Robotnik, da Knuckles the Echidna e Nack the Weasel, il nuovo arrivato della serie. Le abilità uniche di Sonic e Tails, così come i vari potenziamenti, possono aiutare il giocatore durante la partita.
La critica ha trovato il gioco piacevole e ne ha lodato la grafica, ma ha ritenuto che mancasse di sfida e originalità per distinguersi dai precedenti giochi di Sonic. L'accoglienza è stata più positiva in retrospettiva. La critica lo ha considerato uno dei migliori giochi a 8 bit di Sonic per Game Gear, avvicinandosi più degli altri alla qualità delle sue controparti a 16 bit. Sonic Triple Trouble è stato riproposto in varie compilation di giochi di Sonic, sulla console portatile Coleco Sonic e su Nintendo 3DS.

## Trama
Attraverso mezzi sconosciuti, il Dr. Robotnik riesce ad impossessarsi di tutti e sei gli Smeraldi del Caos all'insaputa di Sonic. Tuttavia, un incidente durante la fase di test di una delle sue nuove armi disperde tutti gli smeraldi nello Special Stage, tranne quello giallo che il Dr. Robotnik riesce a recuperare. In seguito, come previsto dal cattivo, Sonic e Tails vengono a conoscenza della situazione e partono per recuperare gli smeraldi. Nel tentativo di ritardare le sue nemesi, lo scienziato inganna Knuckles facendogli credere che il riccio voglia gli Smeraldi del Caos per dominare il mondo. Mentre corrono alla ricerca di informazioni sugli smeraldi, Sonic e Tails incontrano Knuckles, che battibecca con loro a voce alta prima di andarsene. Nel frattempo, un cacciatore di tesori di nome Nack the Weasel origlia lo scambio tra il riccio e l'echidna, sogghignando per la loro discussione. A loro insaputa, ha già individuato e raccolto i cinque Smeraldi del Caos nel subspazio. A questo punto, Sonic e Tails partono all'avventura per recuperare le gemme e impedire a Robotnik di poterle utilizzare per scopi malvagi.

## Modalità di gioco
Sonic Triple Trouble è un platform a scorrimento laterale simile ai precedenti giochi di Sonic. I giocatori possono scegliere di controllare Sonic o Tails attraverso sei aree tematiche diverse, denominate zone. Ogni zona è composta da tre livelli, di cui il terzo presenta uno scontro con un boss. Per completare una partita nei primi due atti, è necessario toccare il cartello raffigurante Robotnik; mentre alla fine del terzo invece è previsto uno scontro con un boss, solitamente Robotnik, Knuckles, Metal Sonic o uno degli scagnozzi robot chiamati Badnik. Ogni atto ha una durata massima di dieci minuti; in base al tempo impiegato, vengono assegnati bonus sotto forma di punti, ring (anelli) o vite extra. Il giocatore può raccogliere ring durante l'esplorazione dei livelli. Quando si viene colpiti da un nemico, vengono persi 30 ring, mentre cadere su un ostacolo a forma di spuntone comporta la perdita di 40 ring. Se il giocatore viene colpito senza possedere alcun ring, perderà una vita. In caso di morte del personaggio, il gioco riparte dall'inizio o dall'ultimo checkpoint raggiunto. Raccogliendo 100 ring, il giocatore riceverà una vita extra. 
Entrambi i personaggi hanno caratteristiche simili e possono eseguire uno Spin Dash per accelerare in avanti, aggomitolandosi come una palla rotante. Inoltre, Sonic può eseguire la mossa "Super Peel-Out", precedentemente introdotta in Sonic CD, mentre Tails può volare per un breve periodo di tempo. Durante il gioco, è possibile ottenere diversi potenziamenti, anche se molti di essi sono esclusivi di un singolo personaggio, come il jet skate-board di Sonic e gli oggetti del sottomarino Sea Fox di Tails. La differenza tra i potenziamenti di Sonic e quelli di Tails può portare a leggere variazioni nell'attraversamento dei livelli da parte del giocatore. I potenziamenti sono ottenibili rompendo specifici monitor, che possono garantire temporanea invulnerabilità o vite extra.
Se il giocatore distrugge un monitor con l'icona di uno Smeraldo del Caos e possiede almeno 50 ring, Sonic verrà trasportato in un livello bonus chiamato Special Stage, dove potrà cercare di ottenere uno dei cinque smeraldi collezionabili. Il primo, il terzo e il quinto livello si svolgono in un labirinto e presentano delle sezioni platform, mentre il secondo e il quarto richiedono al giocatore di pilotare l'aereo Tornado per raccogliere i ring. Nei livelli speciali ambientati nei labirinti, è presente un timer con un conto alla rovescia. Il timer può essere rallentato grazie ai "ferma tempo" contenuti in alcune scatole lungo il percorso, sebbene non possono fermarlo per più di un minuto. Inoltre, il giocatore deve fare attenzione a Nack, che cercherà di ostacolare Sonic e Tails nel recupero degli Smeraldi del Caos. Durante le sezioni di volo, i protagonisti devono evitare mine e bombe che possono rallentare la loro velocità. Alla fine di queste sezioni aeree, Nack apparirà per attaccare il giocatore e proteggere lo Smeraldo del Caos che custodisce.

### Zone
Il gioco è composto da sei livelli da completare, ciascuno diviso in tre atti. Il terzo atto è un livello più breve che offre l'opportunità di raccogliere diversi ring prima di affrontare il boss. I boss sono principalmente creazioni robotiche del Dr. Robotnik, sebbene non sia lui a pilotarle, ad eccezione del livello finale in cui comparirà a bordo di una di esse.
- Great Turquoise Zone: un livello con tema tropicale-paradisiaco, simile a Green Hill Zone del primo Sonic the Hedgehog. Ambientato su un'isola tropicale, è caratterizzato da ampie pianure erbose, palme e una barriera corallina sullo sfondo.
- Sunset Park Zone: un enorme parco divertimenti abbandonato che il Dr. Robotnik utilizza per intrappolare Sonic e Tails. Lo scenario è caratterizzato da ponti pericolanti, carrelli che possono essere utilizzati per attraversare brevi tratti e binari di montagne russe.
- Meta Junglira Zone: una giungla inesplorata dall'uomo, risalente a un miliardo di anni fa, descritta come un "mondo perduto" popolato da piante giganti e paludi senza fondo. Le parti inferiori del livello sono immerse in acqua vischiosa e fangosa, mentre al di sopra si ergono piante simili a cesti. Dalle fronde degli alberi pendono anche frutti che rimbalzano.
- Robotnik Winter Zone: un'isola di "eterna estate" che è stata ricoperta da un inverno nucleare a causa dei test del Dr. Robotnik sulla sua arma definitiva.
- Tidal Plant Zone: un terreno sottomarino ricco di trappole
- Atomic Destroyer Zone: una fortezza sottomarina che funge da "arma definitiva" del Dr. Robotnik. La base presenta una struttura metallica, raggi laser e altri elementi di scienza folle.

## Sviluppo e pubblicazione
Sonic Triple Trouble è stato sviluppato da Aspect ed è il sequel di Sonic Chaos (1993). Il gioco introduce un nuovo personaggio nella serie di Sonic, Nack the Weasel (Fang the Sniper in Giappone), originariamente chiamato Jet durante lo sviluppo. Nack è stato mostrato con una pistola nei primi screenshot promozionali, ma tale caratteristica è stata rimossa nel gioco finale. Il gioco era originariamente intitolato Sonic Chaos 2 in Occidente, con uscite previste su entrambi i sistemi a 8 bit di Sega, la console portatile Game Gear e la console domestica Master System. Alla fine il gioco è stato pubblicato solo per il Game Gear, diventando così il primo platform di Sonic pubblicato esclusivamente per il sistema. È stato pubblicato in Europa nel novembre 1994 e in Giappone l'11 novembre, con il titolo Sonic & Tails 2.
Il gioco è stato convertito per diverse compilation ed è stato incluso in Sonic Adventure DX: Director's Cut (2003) per GameCube e Windows come sbloccabile assieme agli altri 11 giochi della serie usciti su Game Gear e disponibile dal principio in Sonic Gems Collection (2005) per GameCube e PlayStation 2. Sonic Triple Trouble è anche incluso nella console portatile Coleco Sonic uscita nel 2006 ed è stato reso disponibile per il servizio Virtual Console per Nintendo 3DS il 14 marzo 2012 in Giappone, il 15 marzo in Nord America e il 29 marzo in Europa e Australasia, insieme ad altri titoli per Game Gear. Questa versione è stata sviluppata da M2. Il gioco è stato incluso anche in Sonic Origins Plus (2023) per PlayStation 4, PlayStation 5, Xbox One, Xbox Series X, Nintendo Switch e Windows.

## Accoglienza
| Testata                            | Giudizio |
| ---------------------------------- | -------- |
| GameRankings (media al 09-12-2019) | 64.67%   |
| AllGame                            | 3.5/5    |
| Computer and Video Games           | 68%      |
| Electronic Gaming Monthly          | 27/40    |
| Famitsū                            | 21/40    |
| GamePro                            | 15/20    |
| Mean Machines Sega                 | 85%      |
| Sega Magazine                      | 71%      |
| Sega Pro                           | 71%      |
| Official Nintendo Magazine         | 64/100   |

I critici ritennero Sonic Triple Trouble divertente ma troppo simile ai precedenti giochi di Sonic e pensarono che la serie stesse iniziando a ristagnare. A parte l'aggiunta dei veicoli, molti criticarono il gioco per la sua mancanza di originalità. Steve Merrett di Mean Machines Sega scrisse che mancava di "sorprese e innovazioni nel "gameplay" e osservò che i titoli Sonic per Game Gear stavano "attraversando la stessa crisi di mezza età che Sonic and Knuckles rappresentano sul Mega Drive". Tuttavia, ha trovato il gioco una buona controparte a 8 bit di Sonic 3, così come Richard Leadbetter di Sega Magazine, che ha notato temi di livelli simili condivisi tra i giochi. Leadbetter e Sushi-X di Electronic Gaming Monthly hanno apprezzato i livelli per le loro grandi dimensioni e hanno trovato che invitavano all'esplorazione". La rivista VideoGames & Computer Entertainment lo ha classificato come secondo miglior gioco per Game Gear del 1994.
La grafica ha ricevuto elogi universali. Paul Bufton di Mean Machines Sega ha scritto che gli sfondi e gli sprite dei personaggi erano "i migliori che abbiano mai abbellito il Game Gear" e li riteneva superiori a quelli dei precedenti giochi di Sonic per Game Gear. Inoltre, Sega Magazine e Sega Pro ritennero che la grafica si avvicinasse alla qualità vista nei giochi 16 bit di Sonic per Mega Drive. Sega Magazine notò anche che gli altri giochi Sonic per Game Gear erano versioni ritagliate delle versioni per Master System e quindi soffrivano dal punto di vista del gameplay, e ritenne che questo non fosse un problema con Sonic Triple Trouble.
Una delle lamentele più comuni riguardava la mancanza di sfida. Molti critici ritenevano che i livelli del gioco fossero scarsamente popolati di nemici, rendendolo troppo breve e facile da completare. Computer and Video Games e Mean Machines Sega ritennero che questa mancanza di sfida danneggiasse il valore a lungo termine del gioco per i giocatori. Sega Magazine sospettava che la mancanza di nemici servisse a mantenere le prestazioni del gioco. Di conseguenza, GamePro notò cali di frame rate quando lo schermo era occupato.
Nelle recensioni in retrospettiva, Sonic Triple Trouble è considerato una dei migliori giochi di Sonic per Game Gear. NGC di GamesRadar+ lo ritenne "ragionevolmente competente", ma non meno noioso di altri giochi di 'Sonic per Game Gear. Ryan Davis di GameSpot ritiene che abbia fatto un lavoro migliore nel catturare il gameplay classico di Sonic rispetto ad altri giochi del sistema, grazie al fatto che è stato pubblicato più tardi e quindi è tecnicamente più competente. Corbie Dillard di Nintendo Life concordò, scrivendo che Sega ha fatto un forte tentativo di catturare il gameplay classico di Sonic del Mega Drive sul Game Gear, e ritiene che Sonic Triple Trouble sia "probabilmente la cosa più vicina allo stile di gioco generale dei titoli a 16 bit su una console portatile". Sean Madson di Diehard GameFan ha apprezzato la versione per 3DS per l'aggiunta di diverse risoluzioni, configurazioni dei tasti e supporto del salva stato. La riedizione digitale per Nintendo 3DS è arrivata al primo posto nelle vendite dell'eShop nel marzo 2012, superando Super Mario Bros. e Super Mario Land 2: 6 Golden Coins.

## Fumetto
Nell'ottobre 1995 il gioco ha avuto un adattamento a fumetti in un numero speciale della serie Sonic the Hedgehog edita da Archie Comics.

## Eredità
Nell'agosto del 2022, un remake non ufficiale per i fan intitolato Sonic Triple Trouble 16-Bit, realizzato dallo sviluppatore indie Noah Copeland, è stato pubblicato per Windows tramite Game Jolt, mentre una versione per Android e macOS è stata distribuita nel maggio del 2023. È stato realizzato con il motore Game Maker: Studio con uno stile che ricorda i giochi di Sonic a 16 bit. Copeland si è ispirato al remake di Sonic Triple Trouble dopo averlo giocato e aver pensato che si trattasse di un "buon gioco classico di Sonic sepolto dalle limitazioni degli 8 bit". Il remake ha ricevuto un'accoglienza estremamente positiva da parte della critica: Stuart Gipp di TechRadar lo ha definito un "fangame di livello mondiale" che ha migliorato notevolmente l'originale, lodando le sue "gioiose ambientazioni" e le "composizioni magistrali". Alex Donaldson di VG247 lo ha descritto come uno dei suoi fangame di Sonic preferiti, affermando che aggiungeva costantemente nuove meccaniche e aveva una colonna sonora eccellente, e riassumendolo come un "degno successore di Sonic Mania che sarebbe stato "pericolosamente vicino a una recensione a 5 stelle [...]", se fosse stato ufficiale.
Nack the Weasel è stato successivamente incluso in alcune serie a fumetti di Sonic e nei giochi Sonic Drift 2 (1995), Sonic the Fighters (1996), Sonic Mania (2017) e Sonic Superstars (2023). Il Sea Fox, il sottomarino utilizzato da Tails, è ricomparso in Tails Adventure, dove il robot a comando assume tale forma nelle fasi ambientate sott'acqua.